# Par où t'es rentré ? On t'a pas vu sortir
Par où t'es rentré ? On t'a pas vu sortir é um filme de comédia francês de 1984, dirigido por Philippe Clair e protagonizado por Jerry Lewis. Foi lançado somente na Europa.

## Sinopse
Clovis Blaireau é um detetive particular que é contratado por uma mulher para espiar o marido trapaceiro dela.
Mesmo sabendo que ele é um trapaceiro, Clovis fica amigo do marido da mulher. Os dois se envolvem com golpistas e viajam para a Tunísia. Depois de inúmeros problemas por lá, os dois se estabilizam financeiramente e abrem um restaurante de comida norte-americana e oriental.

## Elenco
- Jerry Lewis .... Clovis Blaireau
- Philippe Clair .... Prosper de Courtaboeuf
- Marthe Villalonga .... Nadège de Courtaboeuf